# دينامو كييف
دينامو كييف (بالأوكرانية: ФК Динамо Київ) هو نادي كرة قدم من كييف، أوكرانيا. تأسس بتاريخ 13 مايو 1927. يلعب في الدوري الأوكراني الممتاز لكرة القدم.

## دينامو كييف على الصعيد المحلي والأوروبي
يعتبر نادي دينامو كييف أحد أعرق الأندية الأوكرانية، قوة ضاربة على صعيد كرة القدم في أوروبا الشرقية بفضل الألقاب العديدة التي أحرزها والتي تفوق الخمسين فيما بينها 13 لقباً محلياً على مدى 16 سنة. وفي موسم 2008-2009 وبعد فترة أمضاها بعيداً عن الأضواء القارية كان دينامو كييف قاب قوسين أو أدنى من بلوغ المباراة النهائية لكأس الاتحاد الأوروبي بعد خسارته في نصف النهائي أمام مواطنه شاختار دونتسك الذي توج باللقب لاحقاً. ولكن دينامو كييف أكّد أفضليته على الصعيد المحلي بإحرازه اللقب بفارق 12 نقطة قبل ثلاث مراحل من انتهائه.
ولا شك بأن أساطير دينامو كييف تحمل أسماء أوليج بلوخين وفاليري لوبانوفسكي وإيجور بيلانوف وأندريه تشفيتشنكو وسيرجي ريبروف ومن هؤلاء من دافع عن ألوان النادي ومنهم من أشرف على تدريبه. موقع FIFA.com يلقي الضوء على هذا النادي ومدينة كييف التي تقع على ضفاف نهر دنيبر.

## ولادة مؤسسة
أبصر نادي دينامو كييف النور في تشرين الثاني/نوفمبر 1927 بفضل مؤسسيه سيرجي بارمينسكي و نيكولاف تشانيكوف. وبعد ستة أشهر على تأسيسه حقق الفريق التعادل مع أوديسا 2-2 في أول مباراة رسمية يخوضها قبل أن يلتقّى خسارته الأولى عندما سقط أمام دينامو موسكو 6-2 بعد أيام قليلة.
وبدأت قوة دينامو كييف تتعاظم مع مرور السنين وكان أحد مؤسسي الدوري السوفييتي السابق في 1936. وفي مباراته الأولى ضمن الدوري المحلي، واجه دينامو كييف الذي ارتدى لاعبوه فانيلة باللونين الأزرق والأبيض نادي دينامو موسكو وتعرض لخسارة ثقيلة أخرى بنتيجة 5-1 هذه المرة. ولكن الأمور تحسنت بعد ذلك بتسجيله أربعة انتصارات مقابل خسارة واحدة في المباريات الخمس التالية.
وبدأ دينامو كييف يرفد المنتخب السوفياتي بعدد كبير من لاعبيه بلغ تسعة لاعبين في أكثر من مناسبة.

## الأساطير
وتميز لاعبو دينامو كييف في تلك الحقبة بالقدرة الهائلة على التحمل والثقة العالية بالنفس والتقنية العالية، فلفتوا أنظار جميع متتبعي كرة القدم العالمية. وبعد اعتزال كوكبة من أفضل لاعبيه أواخر الخمسينيات، اضطر النادي إلى تجديد دمائه فحلَّ مكانه جيل ناشئ ومتعطش للألقاب واحتل المركز الثاني عام 1960. وجاء التتويج بعد عام واحد وللمرة الأولى ذهب لقب بطل الاتحاد السوفييتي إلى نادٍ لا يتخذ من موسكو مقراً له.
ولا شك بأن أساطير دينامو كييف تحمل أسماء أوليج بلوخين وفاليري لوبانوفسكي وإيجور بيلانوف و أندريه تشفيتشنكو وسيرجي ريبروف ومن هؤلاء من دافع عن ألوان النادي ومنهم من أشرف على تدريبه. موقع FIFA.com يلقي الضوء على هذا النادي ومدينة كييف التي تقع على ضفاف نهر دنيبر.

## الفترة الذهبية
مر عقدان قبل أن يدّون دينامو كييف إسمه في إحدى البطولات حيث حدث هذا الأمر في 1954 في مسابقة الكأس تحديداً بعدما تخطى نادي سبارتاك فيلنوس (4-2) وسبارتاك موسكو (3-1) وسي دي كي إي (سسكا حالياً) 3-1 بعد التمديد، وزينيت لينينغراد 1-0 بعد التمديد قبل أن يفوز على سبارتاك أريوان 2-1 في النهائي.
ولكن هذا اللقب لم يسفر عن حقبة ذهبية لدينامو كييف لأنه أنهى الموسم التالي في المركز الخامس عام 1962 ثم المركز السابع عام 1963. وبدأ دينامو كييف يحقق الآمال الموضوعة عليه مع استلام فيكتور ماسلوف تدريبه فقاده إلى احراز مسابقة الكأس للمرة الثانية في 1964. وشارك دينامو كييف في الموسم التالي في مسابقة كأس الكؤوس الأوروبية للمرة الأولى في تاريخه وبلغ ربع النهائي حيث سقط أمام العملاق الأسكتلندي سلتيك.
وكان بلوغ دينامو كييف ربع النهائي المسابقة الأوروبية نقطة انطلاق لهذا النادي. ففي الموسم التالي حقق النادي الثنائية المحلية (الدوري والكأس) واختير لاعبه أندري بيبا لاعب العام في الدوري السوفييتي كما شارك خمسة من أفراده في نهائيات كأس العالم إنجلترا 1966 FIFA في صفوف المنتخب الوطني الذي حل رابعاً وحافظ دينامو كييف على لقبه المحلي عامي 1967 و1968.
وأصبح دينامو كييف قوة ضاربة على الصعيد العالمي عندما استلم تدريبه المدرب الأسطورة فاليري لوبانوفسكي. ففي الفترة الممتدة من عام 1974 إلى 1990، قاد هذا المدرب الذي يطلق عليه لقب «بطل أوكرانيا» فريقه للسيطرة على البطولة المحلية وحقق عدة إنجازات على الصعيد الأوروبي بإحرازه 15 لقباً طوال فترة تدريبه للفريق. أما أبرز إنجازاته فكانت الثنائية الأوروبية عندما توج فريقه بطلاً لكأس الكؤوس الأوروبية عامي 1975 و1986، بالإضافة إلى فوزه بالكأس السوبر الأوروبية عام 1975 أيضاً.

## الحاضر
بعد انهيار الإتحاد السوفييتي، كان دينامو كييف أحد مؤسسسي الدوري الأوكراني الذي أطلق عليه تسمية (فيشتشا ليها) موسم 1992-1993. وفرض دينامو كييف سيطرة مطلقة على اللقب المحلي بفوزه به تسع مرات متتالية بالإضافة إلى إحرازه مسابقة الكأس خمس مرات بين 1993 و2001.
وتألق الفريق أيضاً على الصعيد الأوروبي وتحديداً في مسابقة دوري أبطال أوروبا موسم 1997-1998 حيث بلغ ربع النهائي وسقط أمام يوفنتوس الإيطالي ثم بلغ نصف النهائي في العام التالي وخرج على يد بايرن ميونيخ الألماني. ولكن لاعبين من دينامو كييف توّجا هدافين لمسابقة دوري أبطال أوروبا لموسمين على التوالي حيث كان أندريه تشيفتشنكو أفضل هداف في البطولة موسم 1998-1999، وزميله سيرجي ريبروف موسم 1999-2000. وكان مهندس النجاحات لوبانوفسكي أيضاً بعد عودته إلى الفريق من تدريب منتخبي الكويت والإمارات العربية المتحدة ليشرف مجدداً على تدريب دينامو كييف من الفترة الممتدة من 1997 إلى 2002.
وتوقّف مسلسل نجاحات دينامو كييف الذي كان يحقق لقباً على الأقل في السنوات الـ15 الأخيرة عام 2008 عندما خرج خالي الوفاض محلياً قبل أن يعاود نغمة الفوز باللقب المحلي في 2009 بسهولة ولكنه خسر في نصف نهائي كأس الاتحاد الأوروبي أمام مواطنه شاختار دونيتسك.

## الملعب
بني الملعب الأولمبي عام 1934. وبعد وفاة المدرب الأسطوري لوبانوفسكي أطلق على الملعب اسم «فاليري لوبانوفسكي ستاديوم» رسمياً في 15 أيار/مايو 2002 تخليدا لذكراه.
وطرأت عدة تعديلات عليه في السنوات الأخيرة حيث تبلغ سعته الحالية 16873 متفرجاً ولكن هناك خطة لتوسيعه لتبلغ سعته 30 ألفاً مع بناء سقف فوق المدرجات في المستقبل القريب.

## أنجازات النادي
إنجازات نادي دينامو كييف على المستوى المحلي والقاري.

### المحلية
- الدوري الأوكراني الممتاز ( 16 ) مرة (رقم قياسي)
- كأس أوكرانيا ( 13 ) مرة
- كأس السوبر الأوكراني ( 9 ) مرات
- الدوري السوفيتي الممتاز ( 13 ) مرة
- كأس الاتحاد السوفيتي ( 9 ) مرات
- كأس السوبر السوفييتي ( 3 ) مرات
- كأس جمهورية أوكرانيا الاشتراكية السوفياتية ( 4 ) مرات

### العالمية
- كأس السوبر الأوروبي ( 1 ) مرة
- كأس الكؤوس الأوروبية ( 2 ) مرتين.

### أخرى
- كأس رابطة الدول المستقلة ( 4 ) مرات
- كأس الملك محمد الخامس ( 1 ) مرة
- بطولة أمستردام ( 1 ) مرة
- جائزة سانتياجو برنابيو ( 1 ) مرة

## وصلات خارجية
- الموقع الرسمي
- موقع النادي في موقع كورة